# Epitola nigeriae
Epitola nigeriae är en fjärilsart som beskrevs av Jackson 1962. Epitola nigeriae ingår i släktet Epitola och familjen juvelvingar. Inga underarter finns listade i Catalogue of Life.